# Skála (Boháňka)
Skála je malá vesnice ležící leží na pokraji východní části Chlumského vrchu nedaleko Velkého Vřešťova a Hořic v Podkrkonoší. Je součástí obce Boháňka. Název je odvozen podle velkého množství pískovcových lomů, kolem kterých začala postupem času vyrůstat vesnička budovaná kameníky z okolí; ti se tu později usadili.

## Těžba kamene
V okolí obce byl donedávna těžen velmi kvalitní a pevný pískovec světlé barvy, „Bílý pískovec“, který byl po desetiletí vyhledávaným materiálem kameníků ze širokého okolí. Tento pískovec byl pro své výjimečné vlastnosti používán při stavbě významných staveb, mezi které patří například Bílá věž či zaniklá Pražská brána v Hradci Králové, dále k opravám některých pražských historických staveb a v neposlední řadě k umělecko-sochařské figurální činnosti.

## Krajina
Vesnice je obklopena smrkovo-borovicovými lesy, na některých místech s převahou borovic, kterým prospívá složení místního půdního podloží typického pro Chlumský vrch. Zbylé lomy, některé z nich zatopené, jsou památkou na původ vzniku názvu vesničky Skála. Z jižní části obce je krásný výhled do údolí a okolí ve směru na Hradec Králové a Nechanicko. Obcí prochází prochází vyhledávané turistické a cykloturistické (4135) trasy.
Lokalita je velmi vyhledávaná milovníky MTB, protože je to první místo (20 km) od rovinatého Polabí, kde si mohou bikeři opravdu dobře zajezdit. Využíván je především severní lesnatý svah, kde je množství terénních cest a sjezdů.

## Keltské hradiště
V blízkosti vsi se nachází Třebovětický rondel. Tato vzácná památka je velmi špatně označena a chátrá. Památka je dokonale prohledána moderními detektory kovů a veškeré nalezené artefakty jsou uschovány v muzeu.

## Kultura
V období prázdnin provozuje obec letní kino, které je umístěno v lokalitě jednoho z bývalých lomů. Jako připomínka dřívější těžařské minulosti zde leží monumentální pískovcový blok 20 × 10 × 7m. V prostorech kina byla natáčena část filmu režiséra Otakara Schmidta Eliška má ráda divočinu s Bolkem Polívkou v hlavní roli.